# 破解女皇
破解女皇（Empress）另一個化名是C000005 ，是一名专门破解電子遊戲的黑客。虽然破解女皇的真实身份未知，但她自称是一位來自俄罗斯的女子。  破解女皇可以破解Denuvo加密的遊戲。  破解女皇表示，数字版权管理去除後，游戏的性能可以提高。 她的破解资金来自众包捐款。她的粉丝可以参与投票，选择他们下一个想破解的游戏。 

## 歷史
破解女皇自2014年开始破解帶有数字版权管理的電子遊戲。 
破解女皇在成功破解碧血狂殺2后開始出名。 她還成功破解了真人快打11和美麗新世界 1800。  2021年2月，破解女皇表示，她因涉嫌破解渡神纪 芬尼斯崛起而被捕。 破解女皇懷疑是被FitGirl Repacks舉報的 ，因为她与FitGirl Repacks不和。 不过破解女皇的說法遭到了破解界的普遍质疑。  2023年2月，破解女皇又破解了霍格華茲的傳承。 

## 其他觀點
破解女皇反對觉醒文化，并支持J·K·罗琳的跨性别恐惧以及反跨性别的觀點。 